# Придорожнє (Гур'євський міський округ)
Придорожнє (рос. Придорожное) — селище Гур'євського міського округу, Калінінградської області Росії. Входить до складу Храбровського сільського поселення.
Населення —  51 особа (2015 рік). 

## Населення
| 2002 | 2010 |
| ---- | ---- |
| 54   | ↘51  |